# Fernand Braudel
Fernand Braudel (tiếng Pháp: [bʁodɛl]; 24 tháng 8 năm 1902 - 27 tháng 11 năm 1985) là một nhà sử học người Pháp và là một nhà lãnh đạo của Trường phái Annales. Các nghiên cứu của ông tập trung vào ba dự án chính: Địa Trung Hải (1923-49, sau đó là 1949-66), Văn minh và Chủ nghĩa tư bản (1955-79), và Bản sắc Pháp chưa hoàn thành (1970-85). Danh tiếng của ông bắt nguồn một phần từ các tác phẩm của ông, nhưng thậm chí nhiều hơn từ thành công của ông trong việc biến Trường phái Annales trở thành nơi quan trọng nhất của nghiên cứu lịch sử ở Pháp và phần lớn thế giới sau năm 1950. Là nhà lãnh đạo thống trị của Trường phái sử học Annales trong những năm 1950 và 1960, ông đã gây ảnh hưởng to lớn đến văn bản lịch sử ở Pháp và các nước khác. Ông là một học sinh của Henri Hauser (1866-1946).
Braudel đã được coi là một trong những nhà sử học hiện đại nhất, người đã nhấn mạnh vai trò của các yếu tố kinh tế xã hội quy mô lớn trong việc tạo ra và viết lịch sử. Ông cũng có thể được coi là một trong những tiền thân của lý thuyết hệ thống thế giới. Trong các tác phẩm của mình, Braudel cho thấy một sự thay đổi tập trung mang tính cách mạng trong nghề thủ công và phân tích lịch sử từ các cá nhân hoặc sự kiện đến các hệ thống thế giới.